# Ergatikés Katoikíes Attikís
Ergatikés Katoikíes Attikís (Ergatikes Katoikies Attikis) är en ort i Grekland.   Den ligger i prefekturen Nomarchía Anatolikís Attikís och regionen Attika, i den sydöstra delen av landet, 40 km sydost om huvudstaden Aten. Ergatikés Katoikíes Attikís ligger 33 meter över havet och antalet invånare är 823.
Terrängen runt Ergatikés Katoikíes Attikís är kuperad västerut, men österut är den platt. Havet är nära Ergatikés Katoikíes Attikís österut.  Närmaste större samhälle är Lávrio, 1,8 km öster om Ergatikés Katoikíes Attikís. Omgivningarna runt Ergatikés Katoikíes Attikís är i huvudsak ett öppet busklandskap.